# Baikunthpur (Koriya)
Baikunthpur est une ville indienne située dans le district de Koriya dans l’État du Chhattisgarh. En 2011, sa population était de 12 863 habitants.

## Source de la traduction
- (en) Cet article est partiellement ou en totalité issu de l’article de Wikipédia en anglais intitulé « Baikunthpur, Koriya » (voir la liste des auteurs).